# Linda Lewis
Linda Lewis (* 27. September 1950 als Linda Ann Fredericks in West Ham, London; † 3. Mai 2023 in Ramsgate, Kent, England) war eine britische Singer-Songwriterin.

## Karriere
Linda Lewis begann ihre Karriere im Showgeschäft bereits als junges Mädchen. So war sie unter anderem in kleinen Rollen in dem Drama A Taste of Honey (1961) und in dem Beatles-Abenteuer A Hard Day’s Night (1964) zu sehen. Ohne Erfolg erschien mit You Turned My Bitter Into Sweet bereits 1967 ihre Debüt-Single auf dem Label Polydor.
In den 1970er Jahren arbeitete Lewis zunächst als Backgroundsängerin für Künstler wie David Bowie, Cat Stevens, Rod Stewart, Al Kooper oder die Gruppe Family. Parallel dazu veröffentlichte sie stilistisch sehr unterschiedliche Platten. Ihre frühen Werke für das Label Reprise waren stark von der Singer-Songwriter-Bewegung jener Jahre beeinflusst. Auch Elemente aus Folk, Jazz und Pop wurden auf den kommerziell bescheiden erfolgreichen Alben Say No More (1971), Lark (1972), Fathoms Deep (1973) und Heart Strings (1974) verarbeitet. Ihren ersten Hit konnte Lewis 1973 feiern: Rock-A-Doodle-Doo erreichte Platz 15 in den UK-Charts.
Zwei Jahre später landete Lewis mit einem Disco-Remake des Betty-Everett-Hits It’s in His Kiss ihren einzigen Top-10-Hit in Großbritannien (Platz 6). Die dazugehörige LP Not a Little Girl Anymore war die einzige ihrer Karriere, die die UK-Charts erreichte (Platz 40). Noch 1975 war Lewis neben Roger Daltrey und Paul Nicholas Gastsängerin auf Rick Wakemans Soundtrack zum Film Lisztomania.
Zwei Jahre später arbeitete Lewis für das discolastige Album Woman Overboard unter anderem mit Cat Stevens zusammen. Dieser schrieb und produzierte für sie den Song Bonfire und übernahm auch bei Come Back and Finish What You Started die Produktion. Noch im gleichen Jahr engagierte Stomu Yamashta sie für das Album Go Too. Mit einer üppig arrangierten Version von I’d Be Surprisingly Good for You konnte Lewis 1979 noch einmal einen Top-40-Hit in Großbritannien landen (Platz 40). Für die dazugehörige LP Hacienda View arbeitete Lewis mit dem Produzenten Mike Batt zusammen, der unter anderem den Song My Aphrodisiac Is You zum Projekt beisteuerte. 2003 nahm er das Lied mit Katie Melua für deren Debüt Call Off the Search neu auf.
Zu Beginn der 1980er Jahre wurde es langsam ruhiger um Lewis. Die für Epic eingespielte Pop-LP A Tear and a Smile (1983) war zwar kein Erfolg, enthält aber mit Destination Love eine der ersten auf einem Tonträger veröffentlichten Kompositionen von Diane Warren, die später viele Welthits schreiben sollte. Auch ein Dance-Remake von You Turned My Bitter Into Sweet (1984), das gemeinsam mit Class/Style (I’ve Got It) veröffentlicht wurde, wurde kaum zur Kenntnis genommen.
Nachdem sie einige Jahre pausiert hatte, veröffentlichte Lewis 1995 die Comeback-CD Second Nature mit Jazz- und Latin-Elementen. Diese CD war insbesondere in Japan erfolgreich. Im darauf folgenden Jahr veröffentlichte sie daher auch ein in Japan aufgenommenes Live-Album. Weitere dort erfolgreiche Werke schlossen sich mit Whatever... (1997) und Kiss of Life (1999) an. Mit diesen Alben knüpfte sie an ihre Phase zu Beginn der 1970er Jahre an, da sie wieder verstärkt als Singer/Songwriterin in Erscheinung trat.
2007 arbeitete Lewis mit dem House-Duo Basement Jaxx zusammen. Darüber hinaus trat sie in London im Rahmen eines Tribut-Konzerts für Marc Bolan (T. Rex) auf.
Lewis war weiterhin als Live-Künstlerin aktiv und arbeitete 2010 unter anderem mit Paul Weller und Noel Gallagher zusammen.

## Privat
Linda Lewis war die ältere Schwester der Sängerin Shirley Lewis, die 1989 einen kleinen Hit in den USA hatte (Realistic, Platz 84).
Sie ist nicht zu verwechseln mit der Musikerin Linda Gail Lewis, der Schwester von Jerry Lee Lewis.
Linda Lewis starb am 3. Mai 2023 im Alter von 72 Jahren.

## Diskografie

### Alben
| Jahr | Titel              | Höchstplatzierung, Gesamtwochen, AuszeichnungChartsChartplatzierungen (Jahr, Titel, Platzierungen, Wochen, Auszeichnungen, Anmerkungen) | Anmerkungen |
| Jahr | Titel              | UK | Anmerkungen |
| ---- | ------------------ | --- | ----------- |
| 1975 | Not a Girl Anymore | UK40 (4 Wo.)UK | Arista      |

Weitere Studioalben
- 1971: Say No More (Reprise)
- 1972: Lark (Reprise)
- 1973: Fathoms Deep (Reprise)
- 1974: Heart Strings (Reprise)
- 1977: Woman Overboard (Arista)
- 1979: Hacienda View (Ariola)
- 1983: A Tear and a Smile (Epic)
- 1995: Second Nature (Turpin)
- 1997: Whatever... (Turpin)
- 1999: Kiss of Life (Turpin)

### Livealben
- 1996: Born Performer (Turpin, auch als Live in Japan veröffentlicht)
- 2006: Live in Old Smokey (Market Square)

### Kompilationen
- 1976: 2 Originals of Linda Lewis (Lark und Fathoms Deep als 2LP)
- 1996: Best of (Camden)
- 2002: Reach for the Thruth: The Reprise Years 1971–1974 (Rhino)
- 2003: The Best of Linda Lewis (Camden, andere Trackliste)
- 2005: Legends (Sony BMG, 3-CD-Box)

### Singles
| Jahr | Titel Album                         | Höchstplatzierung, Gesamtwochen, AuszeichnungChartsChartplatzierungen (Jahr, Titel, Album, Platzierungen, Wochen, Auszeichnungen, Anmerkungen) | Anmerkungen          |
| Jahr | Titel Album                         | UK | Anmerkungen          |
| ---- | ----------------------------------- | --- | -------------------- |
| 1973 | Rock-a-Doodle-Doo –                 | UK15 (11 Wo.)UK |                      |
| 1975 | It’s In His Kiss Not a Girl Anymore | UK6 (8 Wo.)UK |                      |
| 1976 | Baby I’m Yours –                    | UK33 (6 Wo.)UK |                      |
| 1979 | I’d Be Surprising Good For You –    | UK40 (5 Wo.)UK |                      |
| 2009 | Reach Out –                         | UK61 (1 Wo.)UK | mit Midfield General |